# SoftBank 841P
SoftBank 841P(そふとばんく841P)は、パナソニックモバイルコミュニケーションズが開発し、ソフトバンクモバイルが販売するW-CDMA通信方式の携帯電話端末である。

## 特徴
- GENTシリーズより、やや若者向けのようなデザインを施している。パナソニック製お馴染みのワンプッシュオープンを搭載し、キーの押しやすさを意識した快適タッチボタンなど、全体的に使いやすさにこだわっている。この機種はSoftBank 831Pの後続機であり、ワンタッチ機能が12から19に増えている。
- 同時期発売の941PはWi-Fi対応だが、841Pは非対応である。

840Pと841Pの後継機はSoftBank 002Pである。

## 不具合
2010年5月10日に以下の不具合を修正するソフトウェアの更新がなされた。
- 文字入力中に電源がリセットすることがある不具合

2011年2月15日に以下の不具合を修正するソフトウェアの更新がなされた。
- ごく稀に音声着信などができない場合がある。

2011年11月以降、ソフトウェアの更新がなされた。 
- 音声ネットワーク最適化対応に伴うアップデート

2012年6月1日ソフトウェアの更新がなされた。
- 渡航先によっては、国際設定が[自動]である場合に、 圏外となり国際サービスが利用できない場合がある。